# Orlando Magic 1989-1990
La stagione NBA 1990-1990 fu la 1ª stagione della storia degli Orlando Magic che si concluse con un record di 18 vittorie e 64 sconfitte nella regular season, il 7º posto nell'Central Division e il 14° complessivo nella Eastern Conference.
La squadra non riuscì a qualificarsi per i playoff del 1991.

## Draft

### Draft d'espansione
| Scelta | Giocatore      | Posizione           | Squadra               |
| ------ | -------------- | ------------------- | --------------------- |
| 1      | Sidney Green   | ala grande/centro   | New York Knicks       |
| 3      | Reggie Theus   | guardia             | Atlanta Hawks         |
| 5      | Terry Catledge | ala piccola         | Washington Bullets    |
| 7      | Sam Vincent    | playmaker           | Chicago Bulls         |
| 9      | Otis Smith     | guardia/ala piccola | Golden State Warriors |
| 11     | Scott Skiles   | playmaker           | Indiana Pacers        |
| 13     | Jerry Reynolds | guardia/ala piccola | Seattle SuperSonics   |
| 15     | Mark Acres     | ala grande/centro   | Boston Celtics        |
| 17     | Morlon Wiley   | guardia             | Dallas Mavericks      |
| 19     | Jim Farmer     | playmaker/guardia   | Utah Jazz             |
| 21     | Keith Lee      | ala grande/centro   | New Jersey Nets       |
| 23     | Frank Johnson  | playmaker           | Houston Rockets       |

### Draft dal College
| Giro | Scelta | Giocatore      | Posizione              | Nazionalità | Università/Club |
| ---- | ------ | -------------- | ---------------------- | ----------- | --------------- |
| 1    | 11     | Nick Anderson  | guardia                | Stati Uniti | Illinois        |
| 2    | 37     | Michael Ansley | ala grande/ala piccola | Stati Uniti | Alabama         |

## Regular season
| Squadra             | V  | P  | %    | GB |
| ------------------- | -- | -- | ---- | -- |
| Detroit Pistons     | 59 | 23 | 72,0 | -  |
| Chicago Bulls       | 55 | 27 | 67,1 | 4  |
| Milwaukee Bucks     | 44 | 38 | 53,7 | 15 |
| Cleveland Cavaliers | 42 | 40 | 51,2 | 17 |
| Indiana Pacers      | 42 | 40 | 51,2 | 17 |
| Atlanta Hawks       | 41 | 41 | 50,0 | 18 |
| Orlando Magic       | 18 | 64 | 22,0 | 41 |

## Play-off
Non qualificata

## Roster
| N° | Naz.                   | Ruolo | Sportivo       | Anno | Alt. | Peso |
| -- | ---------------------- | ----- | -------------- | ---- | ---- | ---- |
| 4  | Stati Uniti (bandiera) | G     | Scott Skiles   | 1964 | 185  | 82   |
| 11 | Stati Uniti (bandiera) | G     | Sam Vincent    | 1963 | 188  | 84   |
| 20 | Stati Uniti (bandiera) | G     | Morlon Wiley   | 1966 | 193  | 84   |
| 21 | Stati Uniti (bandiera) | AC    | Sidney Green   | 1961 | 206  | 100  |
| 24 | Stati Uniti (bandiera) | GA    | Reggie Theus   | 1957 | 201  | 86   |
| 25 | Stati Uniti (bandiera) | GA    | Nick Anderson  | 1968 | 198  | 93   |
| 31 | Stati Uniti (bandiera) | AC    | Jeff Turner    | 1962 | 206  | 104  |
| 32 | Stati Uniti (bandiera) | GA    | Otis Smith     | 1964 | 196  | 95   |
| 33 | Stati Uniti (bandiera) | A     | Terry Catledge | 1963 | 203  | 100  |
| 35 | Stati Uniti (bandiera) | GA    | Jerry Reynolds | 1962 | 203  | 91   |
| 40 | Stati Uniti (bandiera) | C     | Dave Corzine   | 1956 | 211  | 113  |
| 42 | Stati Uniti (bandiera) | AC    | Mark Acres     | 1962 | 211  | 100  |
| 45 | Stati Uniti (bandiera) | A     | Michael Ansley | 1967 | 201  | 102  |
| 50 | Stati Uniti (bandiera) | C     | Jawann Oldham  | 1957 | 213  | 98   |

## Staff tecnico
- Allenatore: Matt Guokas
- Vice-allenatori: John Gabriel, Bob Weiss

### Arrivi/partenze
Mercato e scambi avvenuti durante la stagione:
Arrivi
| N° | Naz. | Ruolo | Sportivo |  | Alt. |  |
| -- | ---- | ----- | -------- |  | ---- |  |

Partenze
| N° | Naz.                   | Ruolo | Sportivo      |  | Alt. |  |
| -- | ---------------------- | ----- | ------------- |  | ---- |  |
| 50 | Stati Uniti (bandiera) | C     | Jawann Oldham |  |      |  |